# 利奇菲爾德 (康乃狄克州自治市)
利奇菲爾德（英語：Litchfield）是位於美國康乃狄克州利奇菲爾德縣的一個自治市。

## 人口
根據2020年美國人口普查的數據，利奇菲爾德的面積為3.56平方千米，當中陸地面積為3.56平方千米，而水域面積為0.00平方千米。當地共有人口1258人，而人口密度為每平方千米353人。